# Campylopus abbreviatus
Campylopus abbreviatus là một loài rêu trong họ Dicranaceae. Loài này được Dixon Manuel mô tả khoa học đầu tiên năm 1981.